# Croatian Journal of Philosophy
Croatian Journal of Philosophy je hrvatski filozofski časopis na engleskom jeziku koji izlazi od 2001. godine. U njemu objavljuju uglavnom autori analitičke orijentacije. Autori su iz Hrvatske, Slovenije, Mađarske, drugih zemalja srednje i zapadne Europe te SAD-a.
Izdavač je Kruzak iz Zagreba. Do sada (kraj 2006.) izašlo je 18 brojeva. 
Prva glavna urednica bila je Snježana Prijić-Samaržija sa sveučilišta u Rijeci. Sada je glavni urednik Nenad Miščević, hrvatski filozof, profesor na Sveučilištu u Mariboru.

## Vanjske poveznice
- Mrežno sjedište časopisa

Nažalost nije osvježavana. Sadržaj (imena autora i naslovi članaka) dostupna samo za prva četiri broja.
- Prikaz broja 10 u časopisu "Zarez", 16. listopada 2004.  Arhivirana inačica izvorne stranice od 22. lipnja 2007. (Wayback Machine)